# Thandiwe Newton
Melanie Thandiwe Newton OBE (Londres, 6 de novembro de 1972),  previamente conhecida por Thandie Newton, é uma atriz britânica, mais conhecida por seus papéis como Christine no filme Crash (2004), pelo qual recebeu vários prêmios, incluindo o BAFTA de Melhor Atriz Coadjuvante, e como Maeve Millay na série de televisão Westworld da HBO, papel que lhe rendeu o Emmy de Melhor Atriz Coadjuvante em Série Dramática.

## Biografia
Thandiwe Newton nasceu em Londres. Ela é filha de Nyasha, que é de Zimbabwe e seu pai é um trabalhador da saúde da tribo Shona, Nick Newton, britânico que trabalhou como técnico de laboratório. Ela viveu na Zâmbia até que o descontentamento político fez com que sua família voltasse para o Reino Unido. Ela então viveu em Cornwall no sudoeste da Grã-Bretanha até os 11 anos de idade. Desde sempre, ela afirma que não se encaixava, uma vez que ela era uma "garota negra ateia em uma escola de freiras".
Naquela época, ela se matriculou na Escola de Arte de Londres, onde estudou dança moderna. No entanto, uma lesão nas costas a forçou a parar de dançar. Isso levou a sua audição para filmes e recebendo seu primeiro papel em Flertando - Aprendendo a Viver (1991) de John Duigan. Ela então se mudou para Los Angeles, Califórnia, para correr atrás de seu sonho de ser atriz e de seu então namorado.
Seu sotaque britânico limitou a quantidade de trabalho que ela estava recebendo, e ela voltou para a Grã-Bretanha, onde foi para a Universidade de Cambridge para estudar, eventualmente recebendo um diploma em antropologia. Entre os semestres, ela continuou sua atuação e tornou-se notada em audições para papeis futuros.
Foi nomeada oficial da Ordem do Império Britânico (OBE) nas honras de Ano Novo de 2019 por serviços prestados ao cinema e caridade.
O nome Thandiwe significa "amada" na Língua xona. Por um descaso, a letra w foi excluída do seu primeiro crédito profissional, a tornando "Thandie" pelas primeiras três décadas da sua carreira. Em uma entrevista em 2021, a atriz anunciou que decidiu reivindicar seu próprio nome e usar sua ortografia correta em diante.

## Filmografia
- 2018 -  Han Solo  Filme
- 2016 - 2022 - Westworld (série de televisão)
- 2013 -  Meio Sol Amarelo (Half of a Yellow Sun, Nigéria/Reino Unido) Filme
- 2012 -  Uma Boa Ação (filme)
- 2010 -  o mistério da rua 7 (filme)
- 2010 - For Colored Girls
- 2009 - 2012 (2012)
- 2008 - RocknRolla (RocknRolla - A Quadrilha)
- 2007 - Run, Fat Boy, Run (Maratona do Amor)
- 2007 - Norbit (Norbit - Uma comédia de peso)
- 2006 - The Pursuit of Happyness (À procura da felicidade)
- 2004 - The Chronicles of Riddick (A batalha de Riddick)
- 2004 - Crash (Crash - no limite)
- 2003 - Shade
- 2002 - Truth About Charlie (O segredo de Charlie)
- 2000 - Mission Impossible II (Missão Impossível 2)
- 2000 - It Was an Accident
- 1999 - Beloved (Bem-amada)
- 1998 - Besieged (Assédio)
- 1997 - In Your Dreams (TV)
- 1997 - Gridlock'd (Gridlock'd - Na contra-mão)
- 1996 - The Leading Man (O sedutor)
- 1995 - Jefferson in Paris (Jefferson em Paris)
- 1995 - The Journey of August King (Amor e liberdade)
- 1994 - Interview with the Vampire: The Vampire Chronicles (Entrevista com o vampiro)
- 1994 - Loaded
- 1993 - Pirate Prince (O príncipe dos piratas) (TV)
- 1993 - The Young Americans (A idade da violência)
- 1991 - Flirting (Flertando - Aprendendo a viver)